# Bulbs Ehlers
Edwin S. "Bulbs" Ehlers (South Bend (Indiana), 10 de marzo de 1923 - South Bend (Indiana), 17 de junio de 2013) fue un jugador de baloncesto estadounidense que disputó 2 temporadas en la NBA. Con 1,90 metros de estatura, jugaba en la posición de escolta. 

## Trayectoria deportiva

### Universidad
Jugó durante 4 temporadas con los Boilermakers de la Universidad de Purdue, compaginando este deporte con el fútbol americano. Su trayectoria fue cortada por la Segunda Guerra Mundial, regresando en 1946 al equipo, donde fue titular indiscutible.

### Profesional
Fue elegido en la tercera posición del Draft de la BAA de 1947, el primero que se celebró en la liga profesional, por Boston Celtics, siendo el segundo Boliermaker en jugar como profesional. En su primera temporada en el Boston Garden disputó 40 partidos, promediando 7,2 puntos y 1,1 asistencias por partido. Su equipo se clasificó para los playoffs, pero él no pudo disputar ningún partido a causa de una lesión. Los Celtics cayeron ante Chicago Stags en cuartos de final. Al año siguiente fue el máximo anotador global del equipo, consiguiendo 514 puntos, aunque sus porcentajes fueron de 8,7 puntos y 2,3 asistencias, lejos de los mejores.

## Estadísticas de su carrera en la NBA

### Temporada regular
| Año     | Equipo | PJ | TC%  | TL%  | APP | PPP |
| ------- | ------ | -- | ---- | ---- | --- | --- |
| 1947–48 | Boston | 40 | .249 | .542 | 1.1 | 7.2 |
| 1948–49 | Boston | 59 | .312 | .667 | 2.3 | 8.7 |
| Total   |        | 99 | .286 | .618 | 1.8 | 8.1 |